# Stuart Walker
Stuart Walker (né le 4 mars 1888 à Augusta, dans le Kentucky et mort le 13 mars 1941  à Beverly Hills, Californie) est un producteur de cinéma, réalisateur et scénariste américain.

## Filmographie

### Comme producteur
- 1937 : Wild Money
- 1937 : Bulldog Drummond Escapes
- 1937 : Bulldog Drummond's Revenge
- 1938 : Bulldog Drummond's Peril
- 1938 : Prison Farm
- 1938 : Sons of the Legion
- 1939 : Disbarred
- 1939 : Arrest Bulldog Drummond
- 1939 : Bulldog Drummond's Secret Police
- 1939 : Bulldog Drummond's Bride
- 1940 : Police-secours (Emergency Squad)
- 1940 : Seventeen
- 1940 : Opened by Mistake

### Comme réalisateur
- 1931 : The Secret Call
- 1931 : The False Madonna
- 1932 : The Misleading Lady
- 1932 : Evenings for Sale
- 1933 : Princesse Nadia (Tonight Is Ours)
- 1933 : L'Aigle et le Vautour (The Eagle and the Hawk)
- 1933 : Le Fou des îles (White Woman)
- 1934 : Romance in the Rain
- 1934 : Great Expectations
- 1935 : The Mystery of Edwin Drood
- 1935 : Le Monstre de Londres (Werewolf of London)
- 1935 : Manhattan Moon